# Bürgerschaft de Bremen
El Parlamento de Bremen, denominado Bürgerschaft de Bremen (en alemán: Bremische Bürgerschaft), es el parlamento estatal (Landesparlament) del estado alemán de Bremen, una de tres ciudades-estado de Alemania, conformada por la misma ciudad de Bremen y Bremerhaven. El parlamento elige a los miembros del Senado (poder ejecutivo), ejerce el control del poder ejecutivo, y el legislativo. En la actualidad consta de 87 miembros de seis partidos, electos en las dos ciudades que conforman el territorio del estado. Los diputados de la ciudad de Bremen pertenecientes al parlamento también forman la Stadtbürgerschaft (el parlamento local de la ciudad), mientras que Bremerhaven tiene su propio parlamento local, la  Stadtverordnetenversammlung, aunque este no es formado por los diputados del Bürgerschaft electos en representación de la ciudad, siendo independiente del mismo.

## Historia

### Edificio
La Casa del Parlamento se inauguró oficialmente en septiembre de 1966. El edificio del parlamento de Bremen se llama 'Haus der Bürgerschaft'. El edificio tiene una estructura de hormigón armado. El revestimiento de vidrio se colgó delante de esta construcción. La altura del edificio es aproximadamente la del nivel de los aleros tanto del Ayuntamiento como de la casa 'Schütting'. El techo plegado fue una solución de compromiso concebida como un medio para converger y vincular el edificio con los edificios más antiguos que rodean la histórica plaza del mercado. La fachada del edificio del parlamento refleja los viejos edificios en la superficie de espejo del revestimiento de vidrio. Relieves artificiales de aluminio resaltan los alféizares de las ventanas.

## Composición actual

### Resultado electoral
| Elecciones estatales de Bremen de 2023 |                           |                      |         |        |           |           |
| Candidaturas                           | Candidaturas              | Candidato            | Votos   | Votos  | Diputados | Diputados |
|                                        | Partido Socialdemócrata   | Andreas Bovenschulte | 376 007 | 29,8 % | 27        | 4         |
|                                        | Unión Demócrata Cristiana | Frank Imhoff         | 330 791 | 26,2 % | 24        |           |
|                                        | Alianza 90/Los Verdes     | Maike Schaefer       | 150 047 | 11,9 % | 11        | 5         |
|                                        | La Izquierda              | Kristina Vogt        | 137 449 | 10,9 % | 10        |           |
|                                        | Ciudadanos en Ira         | Piet Leidreiter      | 118 527 | 9,4 %  | 10        | 9         |
|                                        | Partido Democrático Libre | Thore Schäck         | 64 055  | 5,1 %  | 5         |           |
| Fuente: Bürgerschaft de Bremen         |                           |                      |         |        |           |           |

Las elecciones se llevan a cabo utilizando sistemas de representación proporcional, tanto en los distritos de votación de Bremen (ciudad que elige 72 escaños) como en Bremerhaven (que elige 15 escaños), con un mínimo del 5% de los votos en alguna de las dos ciudades para recibir algún escaño. La regla del 5% se utiliza por separado, permitiendo así que, por ejemplo, la Deutsche Volksunion (DVU) pudiera entrar al Bürgerschaft en 2007 al ganar un 5,7% de los votos en Bremerhaven, habiendo obtenido sólo el 2,75% en el conjunto del Estado de Bremen. 
Los 72 diputados del Bürgerschaft electos en representación de la ciudad de Bremen también forman el parlamento local de la ciudad, el Stadtbürgerschaft.
Bremenhaven también dispone de su propio parlamento, la  Stadtverordnetenversammlung, compuesta por 48 diputados. Sin embargo, este se elige separadamente y no está compuesto por miembros del Bürgerschaft, siendo independiente de este a diferencia del Stadtbürgerschaft.

### Órganos del Parlamento en la XXI legislatura

#### La Mesa
| Cargo                          | Titular                | Lista  |
| ------------------------------ | ---------------------- | ------ |
| Presidenta                     | Antje Grotheer         | SPD    |
| Vicepresidenta primera         | Sahhanim Görgü-Philipp | B'90/G |
| Vicepresidenta segunda         | Christine Schnittker   | CDU    |
| Fuente: Bürgerschaft de Bremen |                        |        |

#### Grupos parlamentarios
| Grupo parlamentario            | Grupo parlamentario                    | Integrantes               | Líder                | Portavoz         | Escaños |
| ------------------------------ | -------------------------------------- | ------------------------- | -------------------- | ---------------- | ------- |
|                                | Sozialdemokratische Partei Bremen      | Partido Socialdemócrata   | Andreas Bovenschulte | Janina Strelow   | 27      |
|                                | Christlich Demokratischen Union Bremen | Unión Demócrata Cristiana | Frank Imhoff         | Wiebke Winter    | 24      |
|                                | Bündnis 90/Die Grünen Bremen           | Alianza 90/Los Verdes     | Maike Schaefer       | Philipp Bruck    | 11      |
|                                | Die Linke Bremen                       | La Izquierda              | Kristina Vogt        | Sofia Leonidakis | 10      |
|                                | Bündnis Deutschland Bremen             | Alianza Alemania          | Jan Timke            | Piet Leidreiter  | 10      |
|                                | Freie Demokratische Partei Bremen      | Partido Democrático Libre | Thore Schäck         | Hauke Hilz       | 5       |
| Fuente: Bürgerschaft de Bremen |                                        |                           |                      |                  |         |

### Histórico de resultados y distribución de escaños
|  | 85,2 % |

| 3   | 51  | 12  | 12  | 2    |
| KPD | SPD | BDV | CDU | Ind. |

|  | 67,8 % |

| 10  | 46  | 15  | 2   | 24  | 3  |
| KPD | SPD | BDV | FDP | CDU | DP |

|  | 83,8 % |

| 6   | 43  | 12  | 9   | 16 | 2   | 4   | 8   |
| KPD | SPD | FDP | CDU | DP | BHE | WdF | SRP |

|  | 84,0 % |

| 4   | 52  | 8   | 18  | 18 |
| KPD | SPD | FDP | CDU | DP |

|  | 79,2 % |

| 61  | 7   | 16  | 16 |
| SPD | FDP | CDU | DP |

|  | 76,1 % |

| 57  | 8   | 31  | 4  |
| SPD | FDP | CDU | DP |

|  | 77,0 % |

| 50  | 10  | 32  | 8   |
| SPD | FDP | CDU | NPD |

|  | 80,0 % |

| 59  | 7   | 34  |
| SPD | FDP | CDU |

|  | 82,2 % |

| 52  | 13  | 35  |
| SPD | FDP | CDU |

|  | 78,5 % |

| 4   | 52  | 11  | 33  |
| BGL | SPD | FDP | CDU |

|  | 79,7 % |

| 58  | 5     | 37  |
| SPD | Grüne | CDU |

|  | 75,6 % |

| 54  | 10    | 10  | 25  | 1   |
| SPD | Grüne | FDP | CDU | DVU |

|  | 72,2 % |

| 41  | 11    | 10  | 32  | 6   |
| SPD | Grüne | FDP | CDU | DVU |

|  | 68,6 % |

| 37  | 14    | 12  | 37  |
| SPD | Grüne | AFB | CDU |

|  | 60,1 % |

| 47  | 10    | 42  | 1   |
| SPD | Grüne | CDU | DVU |

|  | 61,3 % |

| 40  | 12    | 1   | 29  | 1   |
| SPD | Grüne | FDP | CDU | DVU |

|  | 57,5 % |

| 7     | 32  | 14    | 5   | 23  | 1   | 1   |
| Linke | SPD | Grüne | FDP | CDU | BIW | DVU |

|  | 55,5 % |

| 5     | 36  | 21    | 20  | 1   |
| Linke | SPD | Grüne | CDU | BIW |

|  | 50,2 % |

| 8     | 30  | 14    | 20  | 1   | 4   |
| Linke | SPD | Grüne | CDU | BIW | AfD |

|  | 64,1 % |

| 10    | 23  | 16    | 5   | 24  | 1   | 5   |
| Linke | SPD | Grüne | FDP | CDU | BIW | AfD |

|  | 56,8 % |

| 10    | 27  | 11    | 5   | 24  | 10  |
| Linke | SPD | Grüne | FDP | CDU | BIW |

## Otros datos
En 1979, la Lista Verde Bremense logró unirse al Bürgerschaft, siendo así el primer partido ecologista en la historia en entrar en un parlamento estatal alemán.

## Presidentes del Bürgeschaft
Hasta ahora, los presidentes del Bürgeschaft de Bremen han sido:
- 1946 - 1966 August Hagedorn, SPD
- 1966 - 1971 Hermann Engel, SPD
- 1971 - 1995 Dieter Klink, SPD
- 1995 - 1999 Reinhard Metz, CDU
- 1999 - 2019 Christian Weber, SPD
- 2019 Antje Grotheer, SPD
- 2019 - 2023 Frank Imhoff, CDU
- desde 2023 Antje Grotheer, SPD